# Nikolaj Vasil'evič Petrov
Nikolaj Vasil'evič Petrov (Ekaterinburg, 15 luglio 1890 – Mosca, 29 settembre 1941) è stato un regista cinematografico russo.

## Filmografia (parziale)

### Regista
- Aėro NT-54 (1925)